# Taylor Nelson Sofres
Die Taylor Nelson Sofres plc. war ein global tätiges Marktforschungsunternehmen.

## Unternehmensprofil
Taylor Nelson Sofres war die Muttergesellschaft der deutschen TNS Emnid und der TNS Infratest, die Standorte in München, Bielefeld, Hamburg, Berlin und Frankfurt am Main hatten, und der österreichischen TNS Info Research Austria mit Sitz in Wien.

## Geschichte
TNS entstand 1997 durch die Fusion zweier Marktforschungsfirmen, Taylor Nelson AGB aus Großbritannien und Sofres aus Frankreich. Taylor Nelson war 1965 gegründet worden, Sofres 1963. Im Oktober 2008 übernahm die britische WPP Group TNS für 1,93 Milliarden US-Dollar. Seitdem gehört das Unternehmen zur Marktforschungssparte der WPP Group, der Kantar Group. Ab September 2016 wurden der Markenname TNS Infratest durch Kantar TNS sowie TNS Emnid durch Kantar Emnid ersetzt.